# ジェームズ・ブラッドリー
ジェームズ・ブラッドリー（James Bradley, 1693年3月 - 1762年7月13日）は、イギリスの天文学者。エドモンド・ハリーの後任としてグリニッジ天文台の第3代台長を務めた。光行差や章動を発見した業績でも知られる。

## 生涯
グロスターシャー生まれ。1711年からオックスフォード大学のベイリオル・カレッジに学ぶ。1718年には王立協会フェローに選ばれる。翌年牧師となったが、1721年にオックスフォード大学のサヴィル教授職に指名され教会を辞めた。1742年、エドモンド・ハリーの後任として王室天文官（すなわちグリニッジ天文台長）に任命された。
最も有名な彼の業績は1728年の光行差の発見である。1725年よりロンドン郊外に望遠鏡を設置し、りゅう座γ星（ロンドンの天頂を通過する）を観測し続けた。ブラッドリーはこの星の赤緯変化から年周視差を発見できると期待していたが、測定結果は光行差の存在を示すものだった。またこの結果から光速度を約301,000km/sと計算した。
1748年、ブラッドリーは、現在では「主要章動」と呼ばれる18.6年周期の章動を発見した。これは、光行差の検証のために1727年から1747年にかけて20年間りゅう座γ星の観測を続けてきた副産物であった。また長年に渡って精密な観測を続け星表を出版し、位置天文学の基礎を作った。
彼の功績を称えて、小惑星 (2634) ジェームズ・ブラッドリーが彼の名を取り命名されている。